# Litice (hrad, okres Plzeň-město)
Litice jsou zřícenina hradu na ostrohu nad soutokem Litického potoka a Radbuzy v katastru plzeňské části Litice. Z hradu se zachoval příkop a část východních hradeb. Hrad je chráněn jako kulturní památka České republiky.

## Historie hradu
Předhradí pozdějšího gotického hradu bylo osídleno již v pravěku. V eneolitu se na něm nacházelo výšinné sídliště schussenriedské a chamské kultury. V pozdní době bronzové zde nejspíše vzniklo hradiště, které existovalo i koncem doby halštatské. Jeho opevnění zaniklo nejspíše během stavby hradu.

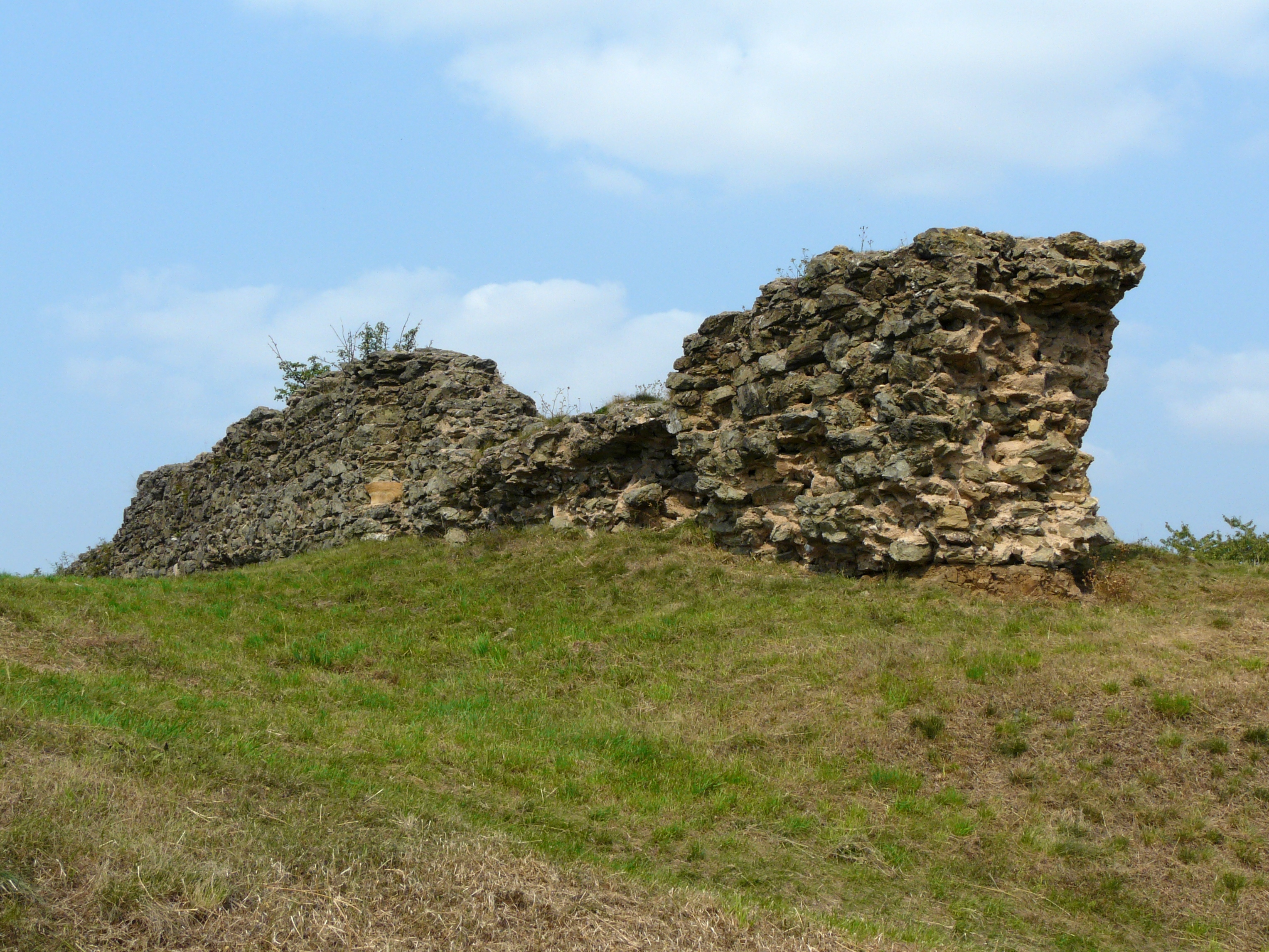
Fragment hradby

Stavebníkem prvního dřevěného hradu byl patrně rod Drslaviců, nejvyšších krajských úředníků z plzeňského hradu. Jako první z nich je připomínán v roce 1212 Oldřich z Litic, který však mohl sídlit ještě na dvorci ve vesnici. Samotný hrad vznikl v průběhu 13. století a patří tak mezi české nejstarší šlechtické hrady. Vlastníkem poloviny hradu byl od roku 1304 načas i český král Václav II. V roce 1318 byl hrad dobyt vojskem Jana Lucemburského poté, co se jeho tehdejší držitelé Rous a Racek postavili panovníkovi. V roce 1367 zadlužení majitelé prodali majetek včetně osady premonstrátům z chotěšovského kláštera, kteří hrad dále pronajímali různým držitelům. Po husitských válkách bylo chotěšovskými udržováno litické panství, ale hrad byl opuštěn.
V roce 1782 po zrušení kláštera reformami Josefa II. přešel hrad do správy Náboženského fondu, od něhož jej v roce 1822 odkoupil, spolu s celým chotěšovským panstvím, kníže Karel Alexandr Thurn-Taxis. Na počátku 40. let 19. století byly již zříceniny hradu rozebrány a využity na stavbu domků ve vsi.

## Stavební vývoj
Ostroh, na němž byl hrad vystavěn, byl dle archeologických výzkumů osídlen již ve 12. století. První hrad byl vystavěn v první třetině 13. století ze dřeva. Byl typickým představitelem staveb, které v té době začaly nahrazovat starší hradiště. V polovině 13. století byl hrad na temeni ostrožny přestavěn na kamenný hrad bergfritového typu, tj. s mohutnou obrannou věží a s předhradím opevněným valem a dvojitým příkopem. Přístup k vlastnímu hradu byl oddělen příkopem deset metrů hlubokým a třicet metrů širokým.